# Iboguhé
Iboguhé est une localité de l'ouest de la Côte d'Ivoire, et appartenant au département d'Issia, dans la Région du Haut-Sassandra. La localité d'Iboguhé est un chef-lieu de commune.